# Município de Fayette (condado de Lawrence, Ohio)
Localização do Ohio nos E.U.A.
O município de Fayette (em inglês: Fayette Township) é um município localizado no condado de Lawrence no estado estadounidense de Ohio. No ano de 2010 tinha uma população de 9194 habitantes e uma densidade populacional de 128 pessoas por km².

## Geografia
O município de Fayette encontra-se localizado nas coordenadas 38° 26′ 51″ N, 82° 31′ 50″ O. Segundo o Departamento do Censo dos Estados Unidos, o município tem uma superfície total de 71.83 km², da qual 71.03 km² correspondem a terra firme e (1.11%) 0.8 km² é água.

## Demografia
Segundo o censo de 2010, tinha 9194 pessoas residindo no município de Fayette. A densidade populacional era de 128 hab./km².